# Lista de deputados estaduais do Ceará para 24.ª legislatura
Essa é uma lista de deputados estaduais do Ceará eleitos para o período 1995-1999.

## Composição das bancadas
| Partido | Líder                | Bancada | Posição      |
| ------- | -------------------- | ------- | ------------ |
| PSDB    | Wellington Landim    | 20 / 46 | Governo      |
| PMDB    | Domingos Filho       | 5 / 46  | Oposição     |
| PPR     | Zezinho Albuquerque  | 4 / 46  | Governo      |
| PDT     | Idemar Citó          | 4 / 46  | Governo      |
| PT      | João Alfredo         | 3 / 46  | Oposição     |
| PL      | Joaquim Noronha Mota | 3 / 46  | Independente |
| PFL     | Pedro Camelo         | 2 / 46  | Oposição     |
| PSC     | Pedro Uchôa          | 2 / 46  | Independente |
| PSD     | Marcos Cals          | 1 / 46  | Governo      |
| PSB     | João Ananias         | 1 / 46  | Oposição     |
| PTB     | Paulo Afonso Accioly | 1 / 46  | Governo      |

## Deputados estaduais
| Número | Deputados federais eleitos  | Partido | Votação | Percentual | Cidade onde nasceu | Unidade federativa  |
| 45155  | Mauro Benevides Filho       | PSDB    | 53.562  | 2,44%      | Fortaleza          | Ceará               |
| 45122  | Manoel Veras                | PSDB    | 47.999  | 2,18%      | Crateús            | Ceará               |
| 45133  | Cid Gomes                   | PSDB    | 45.570  | 2,07%      | Sobral             | Ceará               |
| 45150  | Moésio Loiola               | PSDB    | 42.624  | 1,94%      | Sobral             | Ceará               |
| 45145  | Cândida Maria Figueiredo    | PSDB    | 40.089  | 1,82%      | Fortaleza          | Ceará               |
| 45191  | Oman Carneiro Filho         | PSDB    | 39.342  | 1,79%      | Sobral             | Ceará               |
| 45255  | Chico Aguiar                | PSDB    | 36.608  | 1,66%      | Fortaleza          | Ceará               |
| 45299  | Julinho Costa               | PSDB    | 34.747  | 1,58%      | Fortaleza          | Ceará               |
| 45114  | Wellington Landim           | PSDB    | 32.066  | 1,46%      | Brejo Santo        | Ceará               |
| 45140  | Raimundo Macêdo             | PSDB    | 29.902  | 1,36%      | Aurora             | Ceará               |
| 15111  | José Sarto Nogueira         | PMDB    | 29.301  | 1,33%      | Acopiara           | Ceará               |
| 45246  | Luiz Pontes                 | PSDB    | 28.288  | 1,29%      | Fortaleza          | Ceará               |
| 45134  | Artur Silva Filho           | PSDB    | 28.145  | 1,28%      | Natal              | Rio Grande do Norte |
| 45117  | Antonio Leite Tavares       | PSDB    | 27.904  | 1,27%      | Barro              | Ceará               |
| 45144  | Rogério Aguiar              | PSDB    | 26.954  | 1,23%      | Marco              | Ceará               |
| 25119  | Pedro Timbó                 | PFL     | 24.861  | 1,13%      | Crato              | Ceará               |
| 45101  | João Bosco Paz Rebouças     | PSDB    | 23.978  | 1,09%      | Russas             | Ceará               |
| 13222  | Artur Bruno                 | PT      | 23.467  | 1,07%      | Fortaleza          | Ceará               |
| 45175  | Cirilo Antônio Pimenta Lima | PSDB    | 22.906  | 1,04%      | Quixeramobim       | Ceará               |
| 11111  | Valdomiro Távora Jr         | PPR     | 22.713  | 1,03%      | Fortaleza          | Ceará               |
| 12111  | Ricardo Alves de Almeida    | PDT     | 22.540  | 1,02%      | Acopiara           | Ceará               |
| 15137  | Tomaz Antônio Brandão       | PMDB    | 20.871  | 0,95%      | Fortaleza          | Ceará               |
| 15146  | Domingos Filho              | PMDB    | 20.827  | 0,95%      | Fortaleza          | Ceará               |
| 45124  | Manoel Duca                 | PSDB    | 20.274  | 0,92%      | Fortaleza          | Ceará               |
| 41141  | Marcos Cals                 | PSD     | 20.009  | 0,91%      | Recife             | Pernambuco          |
| 45123  | Paulo Carlos Silva Duarte   | PSDB    | 19.833  | 0,90%      | Limoeiro do Norte  | Ceará               |
| 12300  | Idemar Loiola Citó          | PDT     | 19.726  | 0,90%      | Tauá               | Ceará               |
| 45111  | Teodorico de Menezes Neto   | PSDB    | 19.619  | 0,89%      | Pacajus            | Ceará               |
| 15117  | Carlos Alberto Cruz         | PMDB    | 19.293  | 0,88%      | Juazeiro do Norte  | Ceará               |
| 11109  | Zezinho Albuquerque         | PPR     | 19.200  | 0,87%      | Fortaleza          | Ceará               |
| 12222  | Edilson Veras Coelho Filho  | PDT     | 18.829  | 0,86%      | Camocim            | Ceará               |
| 25123  | Maria Gorete Pereira        | PFL     | 18.786  | 0,85%      | Juazeiro do Norte  | Ceará               |
| 11127  | Carlomano Marques           | PPR     | 18.560  | 0,84%      | Iguatu             | Ceará               |
| 12140  | Franciné Girão              | PDT     | 18.344  | 0,83%      | Morada Nova        | Ceará               |
| 11112  | João Viana de Araújo        | PPR     | 18.282  | 0,83%      | Cedro              | Ceará               |
| 15115  | Tomaz Lima Rocha            | PMDB    | 18.210  | 0,83%      | Fortaleza          | Ceará               |
| 45202  | Gumercindo Tourinho Filho   | PSDB    | 18.034  | 0,82%      | Teresina           | Piauí               |
| 22112  | Joaquim Noronha Mota        | PL      | 17.205  | 0,78%      | Parambu            | Ceará               |
| 22119  | Fernando Hugo               | PL      | 16.516  | 0,75%      | Fortaleza          | Ceará               |
| 40111  | João Ananias                | PSB     | 16.330  | 0,74%      | Santana do Acaraú  | Ceará               |
| 13121  | João Alfredo                | PT      | 15.961  | 0,73%      | Fortaleza          | Ceará               |
| 13123  | Mário Mamede Filho          | PT      | 15.886  | 0,72%      | Fortaleza          | Ceará               |
| 20116  | Pedro Uchoa                 | PSC     | 14.060  | 0,64%      | Acopiara           | Ceará               |
| 20123  | Casimiro Oliveira Neto      | PSC     | 12.496  | 0,57%      | Fortaleza          | Ceará               |
| 22262  | Ted Rocha Pontes            | PL      | 12.276  | 0,56%      | Caucaia            | Ceará               |
| 14141  | Paulo Afonso de Accioly     | PTB     | 11.493  | 0,52%      | Fortaleza          | Ceará               |